# I Classici del Giallo Mondadori dal 1201 al 1300
|  | I 100 precedenti: I Classici del Giallo Mondadori dal 1101 al 1200 |

## Dal N.1201 al N.1300
| N.   | Titolo italiano                          | Autore                            | Titolo originale                            | Anno originale | Pubblicazione |
| ---- | ---------------------------------------- | --------------------------------- | ------------------------------------------- | -------------- | ------------- |
| 1201 | Il mistero del drago                     | S. S. Van Dine                    | (The dragon murder case)                    | 1933           | 2008          |
| 1202 | La prova del nove                        | Ellery Queen                      | (A Fine and Private Place)                  | 1971           | 2008          |
| 1203 | ...Dai nemici mi guardo io               | Francis Durbidge                  |                                             |                | 2008          |
| 1204 | Lettore, in guardia                      | Carter Dickson                    | (Readers is Warned)                         | 1939           | 2008          |
| 1205 | Delitti a volontà                        | Joanna Cannan                     | (Murder Included)                           |                | 2008          |
| 1206 | Il ritorno di Campion                    | Margery Allingham                 | (Coroner's Pidgin)                          | 1948           | 2008          |
| 1207 | Uno sconosciuto nella mia tomba          | Margaret Millar                   | (A Stranger in My Grave)                    | 1960           | 2008          |
| 1208 | Elettroshock                             | James Hadley Chase                | (Shock Treatment)                           |                | 2008          |
| 1209 | Alla deriva                              | Agatha Christie                   | (Taken at the flood)                        | 1948           | 2008          |
| 1210 | Gideon Fell e la gabbia mortale          | John Dickson Carr                 | (The Problem of the Wire Cage)              |                | 2009          |
| 1211 | Delitto al rallentatore                  | Harry Carmichael                  |                                             |                | 2009          |
| 1212 | Delitto in manicomio                     | Jonathan Latimer                  | (Murder in the Madhouse)                    | 1935           | 2009          |
| 1213 | Il quarto colpo                          | Boileau-Narcejac                  |                                             |                | 2009          |
| 1214 | Squadra notturna                         | David Goodis                      | (Night Squad)                               | 1962           | 2009          |
| 1215 | Senza esclusione di colpi                | Lewis Padgett                     |                                             |                | 2009          |
| 1216 | Oggi a Voi, domani a Lui                 | Tucker Coe                        | (Murder among children)                     | 1967           | 2009          |
| 1217 | L'enigma dello spillo                    | Edgar Wallace                     |                                             |                | 2009          |
| 1218 | L'incubo di plastica                     | Richard Neely                     |                                             |                | 2009          |
| 1219 | Nero Wolfe e sua figlia                  | Rex Stout                         | (Over My Dead Body)                         | 1940           | 2009          |
| 1220 | La vedova del miliardario                | E.C. Bentley                      | (Trent's Last Case)                         | 1913           | 2009          |
| 1221 | Testimone oculare                        | Doris Miles Disney                | (Look Back On Murder)                       | 1951           | 2009          |
| 1222 | Perry Mason e la brunetta in prestito    | Erle Stanley Gardner              | (The Case Of The Borrowed Brunette)         | 1946           | 2009          |
| 1223 | Poirot e i quattro                       | Agatha Christie                   | (The Big Four)                              | 1927           | 2009          |
| 1224 | Appuntamenti in nero                     | Cornell Woolrich                  | (Rendezvous in Black)                       | 1948           | 2009          |
| 1225 | Un'ombra sulla spiaggia                  | Ed McBain                         | (The House that Jack Built)                 | 1988           | 2009          |
| 1226 | Gideon Fell: panico a teatro             | John Dickson Carr                 | (Panic in Box C)                            | 1966           | 2009          |
| 1227 | Il pugnale del destino                   | Kenneth Flexner Fearing           |                                             |                | 2009          |
| 1228 | Disertore di coscienza                   | Ellery Queen                      | (Cop Out)                                   | 1969           | 2009          |
| 1229 | La casa dell’altra                       | Mignon G. Eberhart                | (Another Woman's House)                     | 1947           | 2009          |
| 1230 | Il segno dell’assassino                  | D.M. Devine                       | (The Fifth Cord)                            | 1967           | 2009          |
| 1231 | Chi ha rubato la testa di Zio Tobias?    | Jonathan Latimer                  | (The Search for My Great-Uncle's Head)      | 1937           | 2009          |
| 1232 | Morte di una strega                      | Christianna Brand                 | (Death of Jezebel)                          | 1948           | 2009          |
| 1233 | Destino in prestito                      | Day Keene                         | (Framed in Guilt)                           | 1949           | 2009          |
| 1234 | Sfida a Poirot                           | Agatha Christie                   | (The clocks)                                | 1964           | 2009          |
| 1235 | Orchidee nere                            | Rex Stout                         | (Black Orchids)                             | 1942           | 2009          |
| 1236 | Agguato nell'invisibile                  | Herbert Brean                     |                                             |                | 2009          |
| 1237 | Le ceneri non parlano                    | Bruno Fisher                      |                                             |                | 2009          |
| 1238 | L'arma del delitto                       | Wade Miller                       | (Deadly Weapon)                             | 1946           | 2010          |
| 1239 | Il sepolcro di carta                     | Sergio Donati                     |                                             |                | 2010          |
| 1240 | Omicidio di gala                         | Patrick Quentin                   | (Shadow of Guilt)                           | 1959           | 2010          |
| 1241 | Doppia morte                             | Elizabeth Ferrars                 | (Wilders walk away)                         | 1948           | 2010          |
| 1242 | Tutto bene, Dottor Fell                  | John Dickson Carr                 | (Dark of the moon)                          | 1967           | 2010          |
| 1243 | La vigna di Salomone                     | Jonathan Latimer                  | (Solomon's Vineyard)                        | 1954           | 2010          |
| 1244 | La morte aveva i suoi occhi              | Lucille Fletcher                  | (Eighty dollars to Stamford)                | 1976           | 2010          |
| 1245 | L'enigma della Banderilla                | Stuart Palmer                     | (The puzzle of the blue banderilla)         | 1937           | 2010          |
| 1246 | Sono un'assassina?                       | Agatha Christie                   | (Third girl)                                | 1969           | 2010          |
| 1247 | Un delitto di troppo                     | Edwin Lanham                      | (One Murder Too Many)                       | 1953           | 2010          |
| 1248 | Complimenti, Mr Queen                    | Ellery Queen                      | (Inspector Queen's Own Case)                | 1956           | 2010          |
| 1249 | Giallo in vacanza                        | Frances e Richard Lockridge       |                                             |                | 2010          |
| 1250 | Tre sorelle nei guai                     | Rex Stout                         | (Where There's a Will)                      | 1940           | 2010          |
| 1251 | L'istinto della caccia                   | Dashiell Hammett                  |                                             |                | 2010          |
| 1252 | Vespri                                   | Ed McBain                         | (Vespers)                                   | 1990           | 2010          |
| 1253 | Perry Mason e le prove indiziarie        | Erle Stanley Gardner              | (The Case Of The Angry Mourner)             | 1951           | 2010          |
| 1254 | Il pagliaio                              | Dorothy Cameron Disney            |                                             |                | 2010          |
| 1255 | Il segreto di Tassart                    | Henry Wade                        | (No Friendly Drop)                          | 1931           | 2010          |
| 1256 | Ho ucciso mia nonna?                     | Fredric Brown                     | (We All Killed Grandma)                     | 1952           | 2010          |
| 1257 | Il lago d'oro                            | Carter Dickson                    | (The Gilded Man o Death and the Gilded Man) | 1942           | 2010          |
| 1258 | Il segreto di Virginia                   | Margaret Millar                   | (Vanish in an Instant)                      | 1952           | 2010          |
| 1259 | Controfigura per un rapimento            | Howard Browne                     |                                             |                | 2010          |
| 1260 | La colpa                                 | Laura Grimaldi                    |                                             |                | 2010          |
| 1261 | Chiamate un carro funebre                | Jonathan Stagge                   | (The Yellow Taxi)                           | 1942           | 2010          |
| 1262 | Pioggia nella notte                      | Hillary Waugh                     | (That Night It Rained)                      | 1961           | 2010          |
| 1263 | Morte presunta                           | Lucille Fletcher                  | (...and presumed dead)                      | 1965           | 2010          |
| 1264 | Quinto, non ammazzare                    | Helen Nielsen                     | (The Fifth Caller)                          |                | 2011          |
| 1265 | Il mago                                  | Edgar Wallace                     |                                             |                | 2011          |
| 1266 | Virgil Tibbs: Cinque giade preziose      | John Ball                         |                                             |                | 2011          |
| 1267 | La donna ombra                           | Craig Rice                        | (The Lucky Stiff)                           | 1945           | 2011          |
| 1268 | Uno schoolbus tutto giallo               | Hugh Pentecost                    | (Day the Children Vanished)                 | 1976           | 2011          |
| 1269 | Lutto in famiglia                        | D.M. Devine                       | (My Brother's Killer)                       | 1961           | 2011          |
| 1270 | La medaglia del Cellini                  | Ngaio Marsh                       | (Death in a White Tie)                      | 1938           | 2011          |
| 1271 | Un alibi di troppo                       | Andrew Garve                      |                                             |                | 2011          |
| 1272 | Delitto a bordo                          | Marion Mainwaring                 |                                             |                | 2011          |
| 1273 | La casa stregata                         | Carter Dickson                    | (The Plague Court Murders)                  | 1934           | 2011          |
| 1274 | Assassinio sull'Orient Express           | Agatha Christie                   | (Murder on the Orient Express)              | 1934           | 2011          |
| 1275 | Date una mano all’87º Distretto          | Ed McBain                         | (Give the Boys a Great Big Hand)            | 1960           | 2011          |
| 1276 | Perry Mason e le due mogli               | Erle Stanley Gardner              | (The Case Of The Dubious Bridegroom)        | 1949           | 2011          |
| 1277 | Il calendario del delitto                | Ellery Queen                      |                                             |                | 2011          |
| 1278 | Un bel delitto per mammina               | James Yaffe                       | (A Nice Murder for Mom)                     | 1988           | 2011          |
| 1279 | Sinfonia funebre                         | Rex Stout                         | (The Broken Vase)                           | 1941           | 2011          |
| 1280 | Assassini in famiglia                    | Rae Foley                         | (Malice Domestic)                           | 1968           | 2011          |
| 1281 | Fine della trasmissione                  | George Harmon Coxe                | (The fifth key)                             | 1947           | 2011          |
| 1282 | Rapido per l’aldilà                      | B. & D. Hitchens                  |                                             |                | 2011          |
| 1283 | La vittima è in incognito                | Mary McMullen                     |                                             |                | 2011          |
| 1284 | Mezz’ora per vivere, mezz’ora per morire | Francis Durbridge                 | (The Pig-Tail Murder)                       | 1969           | 2011          |
| 1285 | Un colpo di fucile                       | John Dickson Carr                 | (Till Death Do Us Part)                     | 1944           | 2011          |
| 1286 | Parker: dietro le sbarre                 | Richard Stark                     | (Breakout)                                  | 2002           | 2011          |
| 1287 | Sipario, l’ultima avventura di Poirot    | Agatha Christie                   | (Curtain, the last case of Poirot)          | 1975           | 2011          |
| 1288 | Cerco me stesso                          | Patrick Quentin                   | (Puzzle for Fiends)                         | 1946           | 2011          |
| 1289 | La morte tutta d’un fiato                | Charlotte Armstrong               |                                             |                | 2011          |
| 1290 | Cinque giorni d’incubo                   | Fredric Brown                     | (The Five-Day Nightmare)                    | 1962           | 2012          |
| 1291 | Caccia al mostro                         | Bill Pronzini e Barry N. Malzberg | (The Running of Beasts)                     | 1976           | 2012          |
| 1292 | Morire è un po’ partire                  | Thomas B. Dewey                   | (Every Bet's a Sure Thing)                  | 1953           | 2012          |
| 1293 | Nero Wolfe non crede agli alibi          | Rex Stout                         | (Curtains for Three)                        | 1951           | 2012          |
| 1294 | ...Ma il terrore rimane                  | Carter Dickson                    | (Fear is the Same)                          | 1956           | 2012          |
| 1295 | Mi chiamo Michael Sibley                 | John Bingham                      |                                             |                | 2012          |
| 1296 | Le fatiche di Hercule                    | Agatha Christie                   | (The Labours of Hercules)                   | 1947           | 2012          |
| 1297 | Il dramma del Florida                    | Rufus King                        | (Murder by Latitude)                        | 1931           | 2012          |
| 1298 | Perry Mason e il cane molesto            | Erle Stanley Gardner              | (The Case of the Howling Dog)               | 1934           | 2012          |
| 1299 | La buona morte                           | Jonathan Stagge                   | (Murder or Mercy)                           | 1937           | 2012          |
| 1300 | Non è possibile                          | Mignon G. Eberhart                | (Dead Men's Plans)                          | 1952           | 2012          |

|  | I 100 successivi: I Classici del Giallo Mondadori dal 1301 al 1400 |